# LY6K
LY6K (англ. Lymphocyte antigen 6 family member K) – білок, який кодується однойменним геном, розташованим у людей на 8-й хромосомі. Довжина поліпептидного ланцюга білка становить 165 амінокислот, а молекулярна маса — 18 673.
| 10         |  | 20         |  | 30         |  | 40         |  | 50         |
| ---------- |  | ---------- |  | ---------- |  | ---------- |  | ---------- |
| MALLALLLVV |  | ALPRVWTDAN |  | LTARQRDPED |  | SQRTDEGDNR |  | VWCHVCEREN |
| TFECQNPRRC |  | KWTEPYCVIA |  | AVKIFPRFFM |  | VAKQCSAGCA |  | AMERPKPEEK |
| RFLLEEPMPF |  | FYLKCCKIRY |  | CNLEGPPINS |  | SVFKEYAGSM |  | GESCGGLWLA |
| ILLLLASIAA |  | GLSLS      |  |            |  |            |  |            |

A: Аланін

C: Цистеїн

D: Аспарагінова кислота

E: Глутамінова кислота

F: Фенілаланін

G: Гліцин

H: Гістидин

I: Ізолейцин

K: Лізин

L: Лейцин

M: Метіонін

N: Аспарагін

P: Пролін

Q: Глутамін

R: Аргінін

S: Серин

T: Треонін

V: Валін

W: Триптофан

Кодований геном білок за функцією належить до ліпопротеїнів. 
Задіяний у такому біологічному процесі, як альтернативний сплайсинг. 
Локалізований у клітинній мембрані, цитоплазмі, мембрані.
Також секретований назовні.